# Ковалёво-Сиженье
Ковалёво-Сиженье — деревня в Себежском районе Псковской области России. Входит в состав городского поселения Идрица. 

## География
Расположена на южной окраине посёлка Идрица.

## История
До 1924 года земли поселения Ковалево-Сижение входили в состав Непоротовской волости Себежского уезда Витебской губернии.
В 1941—1944 гг. местность находилась под фашистской оккупацией войсками Гитлеровской Германии.
С 1995 до 2005 года деревня входила в состав ныне упразднённой Идрицкой волости.

## Население
| 2001 | 2002 | 2010 |
| ---- | ---- | ---- |
| 259  | →259 | ↘169 |

Численность населения деревни по оценке на начало 2001 года составляла 259 жителей.

## Инфраструктура
Личное подсобное хозяйство .

## Транспорт
Деревня доступна автотранспортом.